# Gretchen am Spinnrade

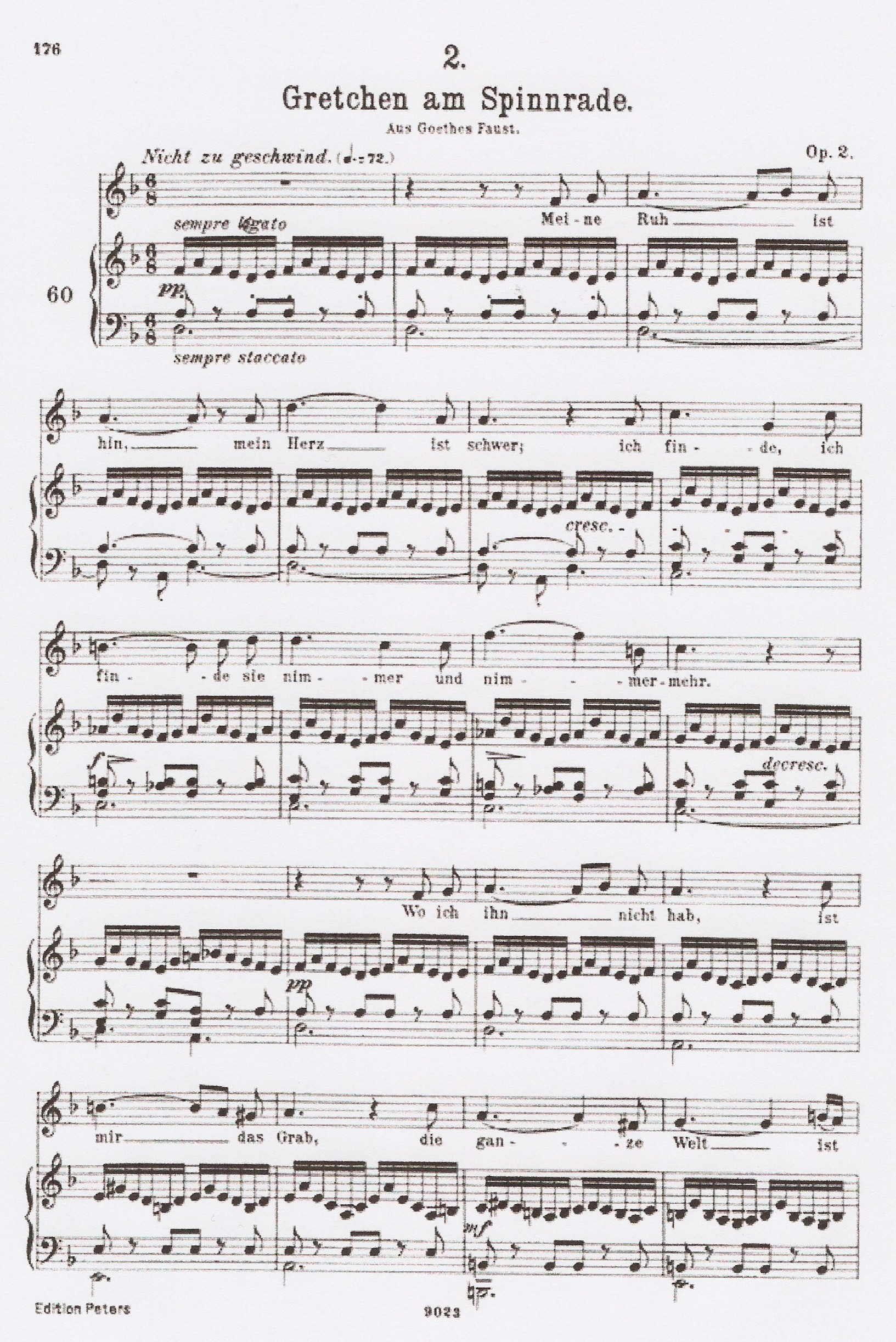
Prima pagina del Lied

Gretchen am Spinnrade (Margherita all'arcolaio) è un Lied musicato da Franz Schubert (Op.2, D 118) su testo tratto dal Faust di Johann Wolfgang von Goethe.

## Storia
I Lieder schubertiani sono composizioni per canto e pianoforte. I primi lieder pubblicati da Schubert furono quasi tutti su testi di Goethe, un poeta verso cui il musicista nutriva profonda venerazione. Complessivamente infatti Schubert ha musicato 66 lieder di Goethe, cifra a cui bisogna aggiungere sette canzoni corali e un Singspiel (Claudine von Villa Bella). Il testo di Gretchen am Spinnrade (in italiano: Margherita all'arcolaio) fu tratto dalla prima parte del Faust (in tedesco: Der Tragödie erster Teil); questo lied fu composto da Schubert il 19 ottobre 1814 e fu pubblicato il 30 aprile 1821.

## Analisi del Lied
Nel Faust Gretchen (Margherita), da sola, canta mentre sta filando della lana con un arcolaio a ruota e sta pensando al Dottor Faust e alle sue promesse. I primi versi del testo di Goethe in lingua tedesca sono i seguenti:
Meine Ruh' ist hin
Mein Herz ist schwer
Ich finde, ich finde sie nimmer
und nimmermehr
La traduzione italiana ottocentesca di Giovita Scalvini di questa quartina è la seguente:
La mia pace è ita
Il mio cuore è angosciato
Io non avrò mai più bene
Mai più.
Il Lied "Gretchen am Spinnrade" è in forma di rondò (ABACADA). L'accompagnamento del pianoforte suggerisce il rumore dell'arcolaio nei movimenti circolari di sestine di semicrome alla mano destra, mentre le emozioni di Margherita sono espresse, oltre che dal canto frammentato, dal pedale e dalle note sincopate alla mano sinistra.